# 411vm 32
411vm 32 je dvaintrideseta številka 411 video revije in je izšla septembra 1998.

## Vsebina številke in glasbena podlaga
Glasbena podlaga je navedena v oklepajih.
- Openers Eric Koston, Steve Olson, Rob Gonzales, Jerry Fowler, Chad Fernandez, Henry Sanchez, Arto Saari
- Chaos (The Grouch - Till the End of This)
- Transitions (Vast - Temptation)
- A look back Mike Vallely (Fugazi - Brendan #1, Joe #1)
- Profiles Chad Fernandez (J-boogie's Dubtronic - Oceanic Lullaby, Rob Dougan - Clubbed to Death)
- Wheels of fortune Mark Baines, Arto Saari (Apollo and Fluid Motion - Interstellar Hydroponics, Snuff - Nic Northern)
- Rookies Rob Gonzalez (Big L - Criminal Slang (inštrumentalna))
- Contests Ventura (Attica Blues - 3ree (a means to be), Hutt - Hole in my Soul)
- Road trip Kastel na Havajih (Alfred Apaka - Papa Haole Hula Girl, the Hukilau Song)
- Spot check Vans skatepark (As One - Brown, Blue, Brown on Blue, Thumb - Break me)
- Brothers Giorgio in Gianni Zattoni (Man or Astroman - Weightless at Zero Return)
- World report Nizozemska, Združeno kraljestvo, Francija (Vast - Pretty When You Cry, DJ Cam - Invasion)